# 3-й Боснийский корпус (НОАЮ)
3-й Боснийский корпус НОАЮ (сербохорв. Трећи босански корпус НОВЈ / Treći bosanski korpus NOVJ) — воинское соединение НОАЮ, сформированное 9 ноября 1942 по распоряжению Иосипа Броза Тито. Участвовал в Народно-освободительной войне Югославии. Первоначально назывался 1-й Боснийский народно-освободительный ударный корпус (сербохорв. Први босански народноослободилачки ударни корпус / Prvi bosanski narodnooslobodilački udarni korpus). В его состав входили все партизанские отряды, бригады и дивизии на территории Боснии и Герцеговины.

## Структура
В основу 1-го Боснийского народно-освободительного ударного корпуса вошли 4-я и 5-я краинские дивизии, 6-я Пролетарская Восточно-Боснийская ударная бригада и партизанские отряды из Боснийской Краины. Корпусом командовал Коста Надь. Пост политического комиссара занимал Осман Карабегович (оба — Народные герои Югославии). 11 мая 1943 года из личного состава корпуса были образованы два других корпуса: в составе 1-го Боснийского корпуса осталась 5-я Краинская дивизия, 6-я Пролетарская Восточно-Боснийская ударная бригада, 15-я Маевицкая бригада и три партизанских отряда (Сремский, Бирчанский и Шековичский).
Часть штаба с командиром Костой Надем и 2-й Краинской бригадой перешла в сентябре в Восточную Боснию, где из 16-й Воеводинской и 17-й Восточно-Боснийской дивизии и был образован 3-й Боснийский корпус. Командиром корпуса стал Коста Надь, политкомиссаром был назначен Владо Попович. На основе 1-го Боснийского корпуса был образован 5-й ударный корпус с командиром Славко Родичем. Линией разделения оперативных зон 3-го и 5-го корпусов была река Босна. В октябре 1943 года 3-й корпус был усилен 27-й Восточно-Боснийской дивизией.
В марте 1944 года 16-я Воеводинская дивизия после образования 36-й Воеводинской была передана 12-му Воеводинскому корпусу. В апреле из состава корпуса ушла и 17-я дивизия, направленная в Санджак. В состав корпуса затем была включена 38-я Восточно-Боснийская дивизия и ряд местных партизанских отрядов.

## Боевой путь
Корпус участвовал в обеих Тузланских операциях, сражаясь против 2-й танковой армии вермахта. В декабре 1943 года участвовал в отражении немецких наступлений в рамках операций «Кугельблиц» и «Шнеештурм», с марта по май 1944 года отражал натиск 5-го горного корпуса СС и 13-й горной дивизии СС «Ханджар». 17 сентября 1944 года освободил Тузлу, после чего вёл затяжные бои против группы армий «E». В декабре 1944 года оказался зажат 34-м армейским корпусом вермахта и силами четников Дражи Михаиловича, но с 24 по 28 декабря выстоял при защите Тузлы.
В конце войны корпус был передан 2-й югославской армии, участвовал в Сараевской операции, разгроме четников в долинах Неретвы, Сутьески и в Романии, а также уничтожении усташских отрядов в Посавине.